# Maximiliano Caldas
Maximiliano Caldas   (San Isidro, 9 de març de 1973) Maximiliano Jorge "Max" Caldas és un defensa argentí d'hoquei herba, que va debutar amb la selecció nacional el 1994 i va competir pel seu país natal als Jocs Olímpics d'estiu de 1996 i als Jocs Olímpics d'estiu de 2004.
Caldas, l'antic marit de la jugadora olímpica australiana d'hoquei Alyson Annan, va jugar durant quatre anys als Països Baixos, a l'HC Klein Zwitserland, abans de retirar-se per lesió. Després va començar una carrera com a entrenador d'hoquei. El seu primer equip va ser el Leiden Heren 1 (Masculí), que va quedar segon a l'eerste klasse holandès (1a classe). Caldas va entrenar l'Amsterdam Dames 1 (Femení) a la 'Hoofdklasse' holandesa (Divisió d'Honor) des de l'estiu del 2006. Caldas va ser l'entrenador ajudant de la selecció holandesa femenina, que es va convertir en campiona del món el 8 d'octubre de 2006 i va aconseguir la medalla d'or als Jocs Olímpics d'estiu de 2008 a Pequín, República Popular de la Xina. El 2010 Maximiliano Caldas va començar a entrenar la selecció holandesa femenina, amb qui va guanyar l'or als jocs de Londres 2012, la Lliga Muncial d'hoquei el 2013 i la Copa del Món el 2014 a la Haia. Més endavant va ser el seleccionador de l'equip holandès masculí, amb qui va aconseguir dos europeus. Actualment, està al capdavant de la selecció espanyola d'hoquei masculí i viu a Sant Cugat del Vallès.